# أروني
أروني (بالإيطالية: Arrone)‏ هي بلدية في مقاطعة تيرني في إقليم أومبريا الإيطالي.

## السكان
في سنة 1861 بلغ عدد السكان 2٬090 نسمة، وتطور العدد ليصل في سنة 2011 لـ 2٬839 نسمة.
يظهر هذا المخطط البياني تطور النمو السكاني لـ أروني